# Eustromula validum
Eustromula validum là một loài bọ cánh cứng trong họ Cerambycidae.